# 俄羅斯聯邦農業部
俄羅斯聯邦農業部（俄语：Министерство сельского хозяйства Российской Федерации），是俄羅斯聯邦政府所屬的一個部門，負責農作物生產、土壤保育、鄉村發展、農產品銷售規範以及農業金融穩定。
農業部下設漁業署和動植物檢疫監督局等職能部門。它於1990年由農業和食品部俄羅斯蘇維埃聯邦社會主義共和國分部組成，總部位於莫斯科克拉斯諾塞爾斯基區的Narkomzem大樓。
奧克薩娜·盧特自2024年5月14日起擔任農業部長。

## 外部連結
- Russian Ministry of Agriculture official website （页面存档备份，存于）